# Andrzej Lesiak
Andrzej Lesiak (Nowogród Bobrzański, 21 mei 1966) is een voormalig profvoetballer uit Polen. Hij sloot zijn carrière in 2003 af bij SV Ried in Oostenrijk. Nadien stapte hij het trainersvak in.

## Clubcarrière
Hij speelde zeven seizoenen als verdediger voor GKS Katowice, voordat hij in 1992 naar het buitenland vertrok. Lesiak speelde sindsdien in Oostenrijk, met uitzondering van het seizoen 1994-1995 toen hij de kleuren van Dynamo Dresden verdedigde.

## Interlandcarrière
Lesiak kwam in totaal achttien keer (één doelpunt) uit voor de nationale ploeg van Polen. Hij maakte zijn debuut op 19 december 1990 in de vriendschappelijke uitwedstrijd tegen Griekenland (1-2), net als Kazimierz Sidorczuk, Dariusz Grzesik en Tomasz Cebula. Lesiak viel in dat duel in de rust in voor Piotr Czachowski. Zijn eerste en enige interlandtreffer maakte hij op 13 maart 1991 in de vriendschappelijke thuiswedstrijd tegen Finland (1-1), toen hij in de twaalfde minuut de score opende.

## Erelijst
GKS Katowice
- Pools bekerwinnaar

1991